# Offensiva azera nel Nagorno Karabakh del 2023
Gli scontri tra Azerbaigian e Artsakh sono iniziati il 19 settembre 2023, quando l'Azerbaigian ha lanciato un'operazione militare dichiarando l'inizio di "attività antiterroristiche nel Nagorno Karabakh".
Un giorno dopo l'inizio dell’offensiva, il 20 settembre, è stato raggiunto un accordo per stabilire la completa cessazione delle ostilità nel Nagorno Karabakh con la mediazione del comando russo di mantenimento della pace nella regione. Il 21 settembre l'Azerbaigian ha tenuto un incontro con i rappresentanti del Nagorno-Karabakh a Yevlax e, secondo le dichiarazioni azere, un altro incontro si terrà il mese successivo. Tuttavia, sia l'Artsakh che i residenti locali di Stepanakert hanno denunciato violazioni del cessate il fuoco da parte dell'Azerbaigian il 21 settembre.
Varie organizzazioni per i diritti umani ed esperti di prevenzione del genocidio hanno emesso numerosi allarmi, affermando che la popolazione indigena armena è a rischio di essere sottoposta a pulizia etnica o genocidio. Luis Moreno-Ocampo, primo procuratore della Corte penale internazionale, ha avvertito che può verificarsi un altro genocidio e ha attribuito all'inazione della comunità internazionale il fatto che l'Azerbaigian ritiene che non dovrà affrontare gravi conseguenze. La Repubblica dell'Artsakh cessa di esistere come stato indipendente il 1º gennaio 2024 con l'eliminazione delle sue istituzioni in seguito all'accordo del 28 settembre 2023.

## Esodo degli armeni dalla regione

Il numero di armeni etnici fuggiti e rimasti nel Nagorno Karabakh

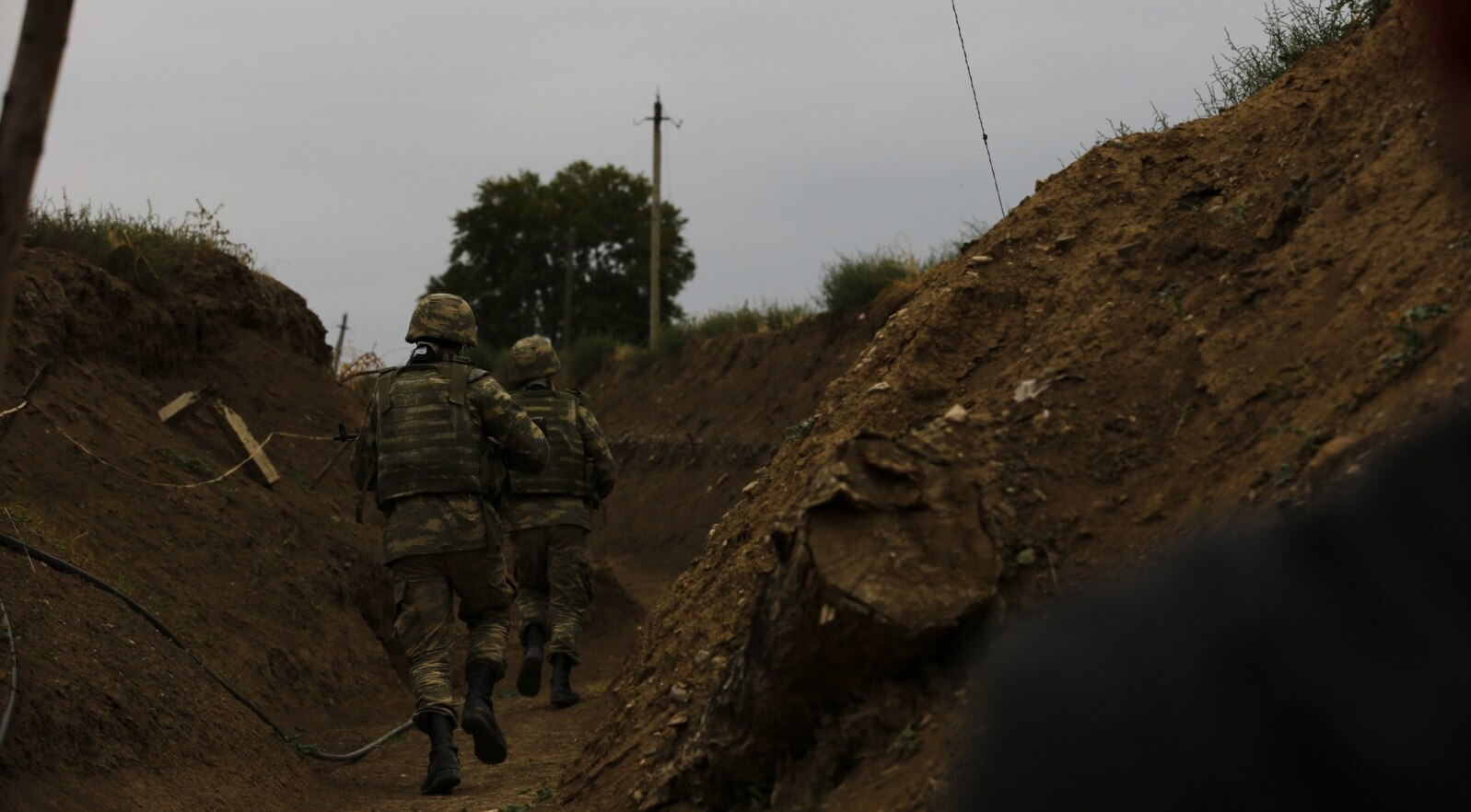
Soldati azeri in trincea.

Oltre 100 600 armeni, ovvero pressoché la totalità degli abitanti del Nagorno Karabakh rimasti dopo il blocco dell'Artsakh, sono fuggiti entro il primo ottobre 2023. Questo sfollamento di massa di persone è stato descritto dagli esperti internazionali come un crimine di guerra o crimine contro l'umanità. Nonostante il governo azero e i suoi funzionari assicuravano ai residenti la loro sicurezza e sottolineavano la propria intenzione di reintegrare la popolazione armena, lo scetticismo circondava queste assicurazioni, derivante dalla consolidata esperienza di autoritarismo e repressione della popolazione armena da parte dell'Azerbaigian.
Al 2 ottobre 2023 solamente 7 cittadini karabakhi di etnia armena avevano fatto richiesta del passaporto della Repubblica dell'Azerbaigian.